# Championnat de Bulgarie de football 1977-1978
Navigation
Saison précédente Saison suivante
La saison 1977-1978 du Championnat de Bulgarie de football était la 54e édition du championnat de première division en Bulgarie. Les seize meilleurs clubs du pays se retrouvent au sein d'une poule unique, la Vissha Professionnal Football League, où ils s'affrontent deux fois, à domicile et à l'extérieur. À la fin de la saison, les deux derniers du classement sont relégués et remplacés par les deux meilleurs clubs de deuxième division.
Cette année, c'est le Lokomotiv Sofia qui remporte le titre de champion de Bulgarie en terminant en tête du classement final, devant les deux grands favoris, le CSKA Septemvriysko zname Sofia, 2e à un point et le tenant du titre, le Levski-Spartak Sofia, 3e à 4 points. Il s'agit du xe titre national de l'histoire du Lokomotiv.

## Les 16 clubs participants
| - Levski-Spartak Sofia - CSKA Septemvriysko zname Sofia - Akademik Svishtov - Lokomotiv Plovdiv - Pirin Blagoevgrad - PFC Slavia Sofia - Chernomorets Burgas - Promu de D2 - Lokomotiv Sofia | - Marek Stanke Dimitrov - ZhSK-Spartak Varna - Tcherno More Varna - Promu de D2 - Trakia Plovdiv - Botev Vratsa - Akademik Sofia - Beroe Stara Zagora - PFC Sliven |

## Compétition

### Classement
Le barème utilisé pour établir le classement est le suivant :
- Victoire : 2 points
- Match nul : 1 point
- Défaite : 0 point

| Rang | Équipe                         | Pts | J  | G  | N  | P  | Bp | Bc | Diff |
| ---- | ------------------------------ | --- | -- | -- | -- | -- | -- | -- | ---- |
| 1    | Lokomotiv Sofia                | 42  | 30 | 16 | 10 | 4  | 40 | 16 | +24  |
| 2    | CSKA Septemvriysko zname Sofia | 41  | 30 | 18 | 5  | 7  | 60 | 35 | +25  |
| 3    | Levski-Spartak Sofia T         | 38  | 30 | 15 | 8  | 7  | 53 | 30 | +23  |
| 4    | Trakia Plovdiv                 | 32  | 30 | 13 | 6  | 11 | 39 | 36 | +3   |
| 5    | PFC Slavia Sofia               | 30  | 30 | 12 | 6  | 12 | 54 | 35 | +19  |
| 6    | Beroe Stara Zagora             | 29  | 30 | 12 | 5  | 13 | 37 | 37 | 0    |
| 7    | Pirin Blagoevgrad              | 29  | 30 | 12 | 5  | 13 | 32 | 40 | -8   |
| 8    | Akademik Sofia                 | 28  | 30 | 10 | 8  | 12 | 34 | 38 | -4   |
| 9    | Cherno More Varna P            | 28  | 30 | 8  | 12 | 10 | 27 | 34 | -7   |
| 10   | Chernomorets Burgas P          | 27  | 30 | 11 | 5  | 14 | 44 | 43 | +1   |
| 11   | Lokomotiv Plovdiv              | 27  | 30 | 11 | 5  | 14 | 33 | 41 | -8   |
| 12   | PFC Sliven                     | 27  | 30 | 11 | 5  | 14 | 36 | 51 | -15  |
| 13   | Botev Vratsa                   | 27  | 30 | 11 | 5  | 14 | 31 | 56 | -25  |
| 14   | Marek Stanke Dimitrov C        | 26  | 30 | 11 | 4  | 15 | 37 | 40 | -3   |
| 15   | ZhSK-Spartak Varna             | 25  | 30 | 11 | 3  | 16 | 30 | 46 | -16  |
| 16   | Akademik Svishtov              | 24  | 30 | 9  | 6  | 15 | 36 | 45 | -9   |

|  | Qualification pour la Coupe des clubs champions 1978-1979                                |
|  | Qualification pour la Coupe des Coupes 1978-1979                                         |
|  | Qualification pour la Coupe UEFA 1978-1979                                               |
|  | Qualification pour la Coupe Intertoto 1978                                               |
|  | Relégation en deuxième division                                                          |
|  | T : Tenant du titre C : Vainqueur de la Coupe de Bulgarie P : Promu de deuxième division |

## Bilan de la saison
| Championnat de Bulgarie de football 1977-1978 |                                |
| Champion                                      | Lokomotiv Sofia (xe titre)     |
| Coupes et trophées                            |                                |
| Vainqueur de la Coupe de Bulgarie 1977-1978   | Marek Stanke Dimitrov          |
| Qualifications continentales                  |                                |
| Coupe des clubs champions 1978-1979           | Lokomotiv Sofia                |
| Coupe des Coupes 1978-1979                    | Marek Stanke Dimitrov          |
| Coupe UEFA 1978-1979                          | CSKA Septemvriysko zname Sofia |
| Coupe UEFA 1978-1979                          | Levski-Spartak Sofia           |
| Coupe UEFA 1978-1979                          | Trakia Plovdiv                 |
| Coupe Intertoto 1978                          | PFC Slavia Sofia               |
| Coupe Intertoto 1978                          | Pirin Blagoevgrad              |
| Promotions et relégations                     |                                |
| Promus en Vissha PFL                          | PFK Spartak Pleven             |
| Promus en Vissha PFL                          | FK Haskovo                     |
| Relégués en B PFL                             | ZhSK-Spartak Varna             |
| Relégués en B PFL                             | Akademik Svishtov              |